# ブリス・オルトフー

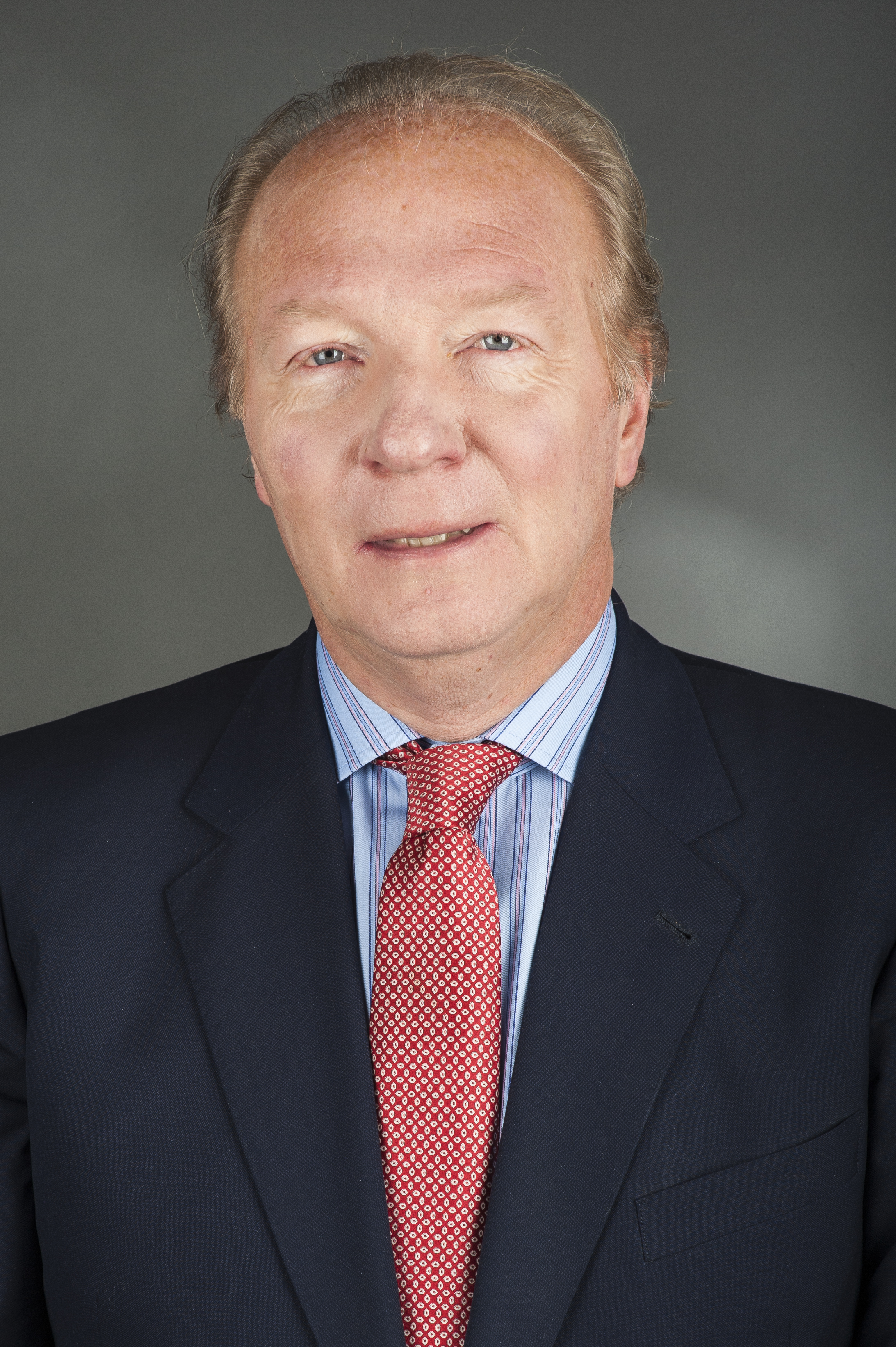
ブリス・オルトフー

ブリス・オルトフー（オルトフ、Brice Hortefeux、1958年5月11日 -  ）は、フランスの政治家。国民運動連合所属。2007年5月フランソワ・フィヨン内閣で新設された移民・統合・国家アイデンティティー・共同開発相として入閣した。ヌイイ＝シュル＝セーヌ出身。